# John Hales Calcraft
Pour les articles homonymes, voir John Hales et Hales.
John Hales Calcraft (23 septembre 1796 - 13 mars 1880) est un homme politique britannique whig, puis conservateur,.

## Famille
Né à Rempstone Hall à Purbeck, dans le Dorset, il est le fils de John Calcraft le Jeune et d’Elizabeth née Hales (fille de Thomas Hales (4e baronnet)) et frère de Granby Calcraft. Il épouse lady Caroline Katherine Montagu, fille de William Montagu (5e duc de Manchester) et Lady Susan Gordon, en 1828, et ils ont trois fils et quatre filles, dont : John Hales Montagu (1831-1868) ; Susan Charlotte (1833-1892) ; William Montagu (1834-1901) ; Henry George (1836-1896) ; et Georgiana Emily (décédée en 1915). Lors de son mariage, son père lui accorde une allocation de 1 000 £ par an et lui permet de résider à Rempstone,.

## Carrière politique
Élu membre du club des gentilshommes Brooks en 1817, il est élu pour la première fois au Parlement dans l'arrondissement de son père, à Wareham, en tant que conservateur aux côtés de son père, qui est whig. James Mackintosh le décrit comme un « jeune homme très sensé » et occupe ce siège jusqu'en 1826, même s'il se dispute souvent avec les whigs. Cependant, au début de sa carrière parlementaire, il est quelque peu inactif et sa maladie l'a empêché de voter à plusieurs reprises. Malgré cela, il vote contre la motion de compromis de William Wilberforce sur l'affaire de la Reine Caroline en 1820, sur la réforme parlementaire en 1822, sur le projet de loi sur les sociétés illicites irlandaises en 1825 et sur la modification des Corn Laws en 1825. Il ne fait qu’une intervention au cours de cette période de sa carrière et présente une pétition des compagnons poissonniers de Westminster, qui souhaitent vendre du poisson après 10 heures. Retombant malade au début de 1826, il quitte son siège.
En 1828, il devient ministre des Postes général du Royaume-Uni auprès de son père, puis commence à prendre part aux affaires locales en présidant la réunion anniversaire de la Wareham Church Missary Society en août de la même année. Bien qu'il ne se soit pas encore présenté à l'élection à Wareham en 1830 ni en 1831, son frère, Granby, est élu député whig de la même année.
Après le suicide de son père à la fin de 1831, Calcraft revient au Parlement au même siège en 1832 en tant qu'« anti-réformateur » et devient conservateur en 1834 jusqu'à ce qu'il soit battu en 1841. Il revient une fois de plus au poste, cette fois en tant que whig, en 1857, et l'occupe jusqu'à l'élection générale en 1859, date à laquelle il ne se représente pas,.
Après avoir quitté le Parlement, il devient haut-shérif du Dorset de 1867 à 1868, son fils aîné John Hales Montagu étant député libéral de Wareham de 1865 à 1868 et son troisième fils, Henry George, secrétaire permanent du Board of Trade de 1886 à 1893.
Il meurt en 1880 à St George Hanover Square, Londres et l'écrivain Jane Ellen Panton affirme en 1909 qu'il était « l'un des plus vieux vieillards que j'ai jamais vus ». Son fils survivant, William Montagu, hérite de ses domaines.